# Valentine Python
Pour les articles homonymes, voir Python.
Valentine Python, née le 18 juin 1975 à Neuchâtel (originaire de Bôle), est une climatologue, consultante scientifique et personnalité politique suisse, membre des Verts.

## Biographie
Valentine Python naît Valentine Renaud le 18 juin 1975 à Neuchâtel. Elle est originaire de Bôle. Son père est enseignant d'anglais ; sa mère, dessinatrice. Elle a un frère aîné.
Elle grandit à Neuchâtel et vit les week-ends et vacances dans une ferme à La Brévine, dans des conditions très simples.
Après sa maturité gymnasiale en langues modernes en 1996, elle étudie un an en Erasmus à Pavie, en Italie, en histoire et langues modernes, puis fait des études à l'Université de Neuchâtel. Après un master en sciences humaines, en histoire et géographie en 2006, elle obtient en 2010 un doctorat en climatologie de l'École polytechnique fédérale de Lausanne (sous la direction de Martine Rebetez, sur le thème des forêts et du réchauffement climatique). Elle obtient encore en 2014 un diplôme d'enseignement pour le degré secondaire II à la Haute école pédagogique du canton de Vaud.
Elle a une vie professionnelle variée de collaboratrice scientifique, formatrice en éducation au développement durable, conférencière, consultante et enseignante.
Après avoir épousé Pascal Python, agronome de profession, en 2016, elle s'installe à la La Tour-de-Peilz en 2018.

## Parcours politique
Valentine Python explique en décembre 2019 pourquoi elle s´est engagée en politique : « Au départ, ce qui m'a poussée à m'investir, c'était un sentiment d'impuissance et un sursaut : la politique, je n'avais pas encore essayé. Et désormais, tout se joue à ce niveau ». Elle s'était exprimée en février de la même année sur les changements nécessaires : « Nous devons garantir les besoins physiologiques et les droits humains, et cela implique d’apprendre à renoncer à la satisfaction immédiate de ses désirs, et donc de résister au diktat de la surconsommation ».
En 2018, membre des Verts, elle est élue au Conseil communal (législatif) de La Tour-de-Peilz. Elle est choisie comme présidente du groupe des Verts de la Riviera et du Pays-d'Enhaut lors de l'assemblée générale 2019. Après son élection inattendue au Conseil national, elle abandonne cette présidence qu'elle a assumée durant quelques mois seulement.

### Conseillère nationale
Lors des élections fédérales du 20 octobre 2019, elle est candidate des Verts vaudois au Conseil national. Alors qu'elle ne figure qu'à la 13e place sur la liste, elle arrive en 5e position en nombre de suffrages reçus. Elle attribuera ce succès à sa formation en climatologie. Elle n'est cependant pas élue, car les Verts vaudois ne décrochent que quatre sièges.
L'élection d'Adèle Thorens Goumaz au Conseil des États, le 10 novembre 2019, lui permet finalement d'accéder au Conseil national. Elle y siège au sein de la Commission de la science, de l'éducation et de la culture (CSEC). Elle n'est pas réélue en 2023.

## Publications
- Valentine Python, Une climatologue au parlement, Éditions de l'Aire, 2021, 320 p. (ISBN 9782889561650).